# QUaD
QUaD — колишній експеримент з вимірбвання поляризації реліктового випромінювання, який до 2011 року працював в Антарктиді на Південному полюсі. Назва є скороченням від «QUEST на DASI», де QUEST є скороченням від «Q and U Extragalactic Sub-mm Telescope» (позагалактичний суб-міліметровий телескоп Q і U) — оригінальна назва болометра, а DASI — відомий інтерферометричний експеримент з вимірювання реліктового випромінювання, який вперше виявив поляризацію реліктового випромінювання. QUaD використовував існуючу механічну систему DASI, але замінив інтерферометричний масив DASI на болометричний детектор на кінці оптичної системи Кассегрена. З 2011 року це кріплення використовується масивом Кека.